# En Comú Podem
En Comú Podem (ECP; en español: En Común Podemos) fue un partido político español registrado en el Registro del Ministerio del Interior el 21 de enero de 2016. Anteriormente fue una coalición electoral que concurrió a las elecciones generales de 2015.

## Historia
En las elecciones generales de 2015 se presentó como coalición electoral con el nombre de En Comú Podem (EN COMÚ). El cabeza de lista por Barcelona en las elecciones generales de 2015 y 2016 fue el historiador Xavier Domènech y en las de abril de 2019 y noviembre de 2019 fue Jaume Asens. En las Elecciones al Parlamento de Cataluña de 2021 se presentó como En Comú Podem-Podem en Comú con la periodista Jéssica Albiach como cabeza de lista.
En Comú Podem planteó establecer una relación de igual a igual con Unidas Podemos, teniendo como objetivo tener grupo parlamentario propio y apostar por articular conjuntamente con la formación de Pablo Iglesias los «puntos en común». No obstante, esta coalición está incluida en el grupo parlamentario "Confederal de Unidas Podemos-En Comú Podem-Galicia en Común", compartido por ECP (que se presentó en las circunscripciones catalanas), la coalición En Común (presentó listas en Galicia), y Unidas Podemos (en las circunscripciones del resto de España).

## Elecciones generales de 2015

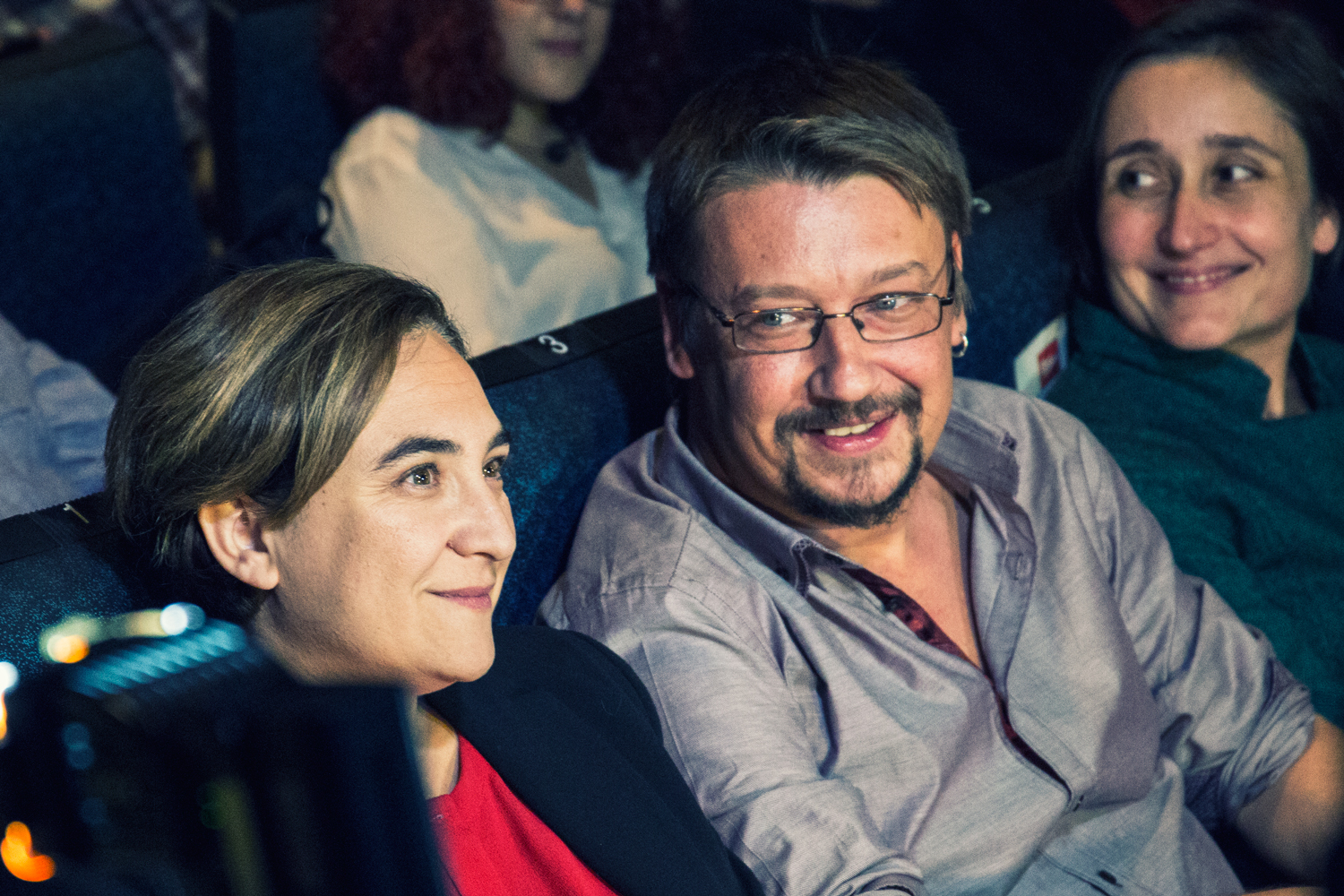
Ada Colau, líder de Barcelona en Comú, y Xavier Domènech, cabeza de lista de En Comú Podem por Barcelona para las elecciones generales de 2015 y 2016.

Imagen utilizada en la papeleta electoral para las elecciones generales de 2015.

La coalición electoral En Comú Podem se creó para concurrir a las elecciones generales de 2015 en las cuatro circunscripciones electorales de Cataluña. La constituyeron los siguientes partidos políticos:
| Partidos | Partidos | Partidos | Partidos                       |
| -------- | -------- | -------- | ------------------------------ |
|          |          |          | Barcelona en Comú              |
|          |          |          | Esquerra Unida i Alternativa   |
|          |          |          | Iniciativa per Catalunya Verds |
|          |          |          | Podemos                        |

El cabeza de lista por la circunscripción electoral de Barcelona fue el historiador Xavier Domènech
Se colocó como primera fuerza en Cataluña, con 12 escaños y 927 940 votos (24,74 %), sacando casi 10 puntos a la segunda fuerza. Por provincias ganó las elecciones en Barcelona (26,91 %, nueve escaños) y en Tarragona (20,65 %, un escaño), y fue tercera fuerza en Gerona (16,26 %, un escaño) y en Lérida (15,34 %, un escaño).
De los 12 diputados obtenidos por la coalición, tres corresponden a ICV, dos a Podemos, dos a EUiA, dos a Barcelona en Comú, dos a Procés Constituent, miembros a su vez de Barcelona en Comú y uno es independiente, sin adscripción más allá de En Comú Podem. Igualmente, de los cuatro senadores electos, dos son miembros de Podemos, uno de ICV y uno independiente.

## Elecciones generales de 2016
En las elecciones generales de 2016, ya como partido político, se presentó dentro de la coalición electoral En Comú Podem-Guanyem el Canvi, junto con Barcelona en Comú, Esquerra Unida i Alternativa, Iniciativa per Catalunya Verds y Podemos, nuevamente con Domènech al frente de la listas por la circunscripción de Barcelona. Con resultados muy similares a los comicios del año anterior, obtuvo doce escaños en el Congreso de los Diputados.
| Partidos | Partidos | Partidos | Partidos                       |
| -------- | -------- | -------- | ------------------------------ |
|          |          |          | En Comú Podem                  |
|          |          |          | Barcelona en Comú              |
|          |          |          | Esquerra Unida i Alternativa   |
|          |          |          | Iniciativa per Catalunya Verds |
|          |          |          | Podemos                        |

## Elecciones generales de 2019

Isotipo de En Comú Podem para las elecciones generales de 2019

En las elecciones generales de abril de 2019 y noviembre de 2019 concurrió nuevamente como integrante de la coalición electoral En Comú Podem-Guanyem el Canvi con el único cambio de que Catalunya en Comú reemplazó a Barcelona en Comú.
| Partidos | Partidos | Partidos | Partidos                       |
| -------- | -------- | -------- | ------------------------------ |
|          |          |          | En Comú Podem                  |
|          |          |          | Catalunya en Comú              |
|          |          |          | Esquerra Unida i Alternativa   |
|          |          |          | Iniciativa per Catalunya Verds |
|          |          |          | Podemos                        |

Ambos partidos realizaron procesos de primarias por separado para elegir a sus representantes en las listas, que posteriormente confluyeron en una candidatura conjunta para cada una de las cuatro circunscripciones electorales catalanas. Por Barcelona lideró la lista Jaume Asens (teniente de alcalde del Ayuntamiento de Barcelona por Barcelona en Comú), seguido de Aina Vidal (ICV), Mar García (Podemos), Gerardo Pisarello (también teniente de alcalde de Barcelona por BComú) y Joan Mena (EUCat). El senador Óscar Guardingo, candidato con más votos en las primarias de Podemos para Cataluña, rechazó finalmente integrarse en la candidatura por su discrepancia con el perfil independentista de Asens.
En los comicios, celebrados en 28 de abril de 2019, En Comú Podem recibió 614 738 votos, pasando de la primera a la tercera fuerza más votada en Cataluña. Obtuvo en siete escaños en el Congreso —seis por Barcelona y uno por Tarragona—, cinco menos que en las generales de 2016. No obtuvo representación en el Senado.

## Elecciones catalanas de 2021
En las elecciones al Parlamento de Cataluña de 2021 concurrió integrado en la coalición electoral En Comú Podem-Podem en comú junto con Catalunya en Comú y Podemos.
| Partidos | Partidos | Partidos | Partidos          |
| -------- | -------- | -------- | ----------------- |
|          |          |          | En Comú Podem     |
|          |          |          | Catalunya en Comú |
|          |          |          | Podemos           |

## Elecciones generales de España de 2023
En las elecciones generales de julio de 2023 En Comú Podem concurre como partido político formando parte de la coalición electoral Sumar. El número uno por la lista al Congreso de los Diputados por la provincia de Barcelona es Jaume Asens.
| Partido | Partido | Partido | Partido                         |
| ------- | ------- | ------- | ------------------------------- |
|         |         |         | En Comú Podem                   |
|         |         |         | Movimiento Sumar                |
|         |         |         | Podemos                         |
|         |         |         | Izquierda Unida                 |
|         |         |         | Más País                        |
|         |         |         | Verdes Equo                     |
|         |         |         | Alianza Verde                   |
|         |         |         | Más Madrid                      |
|         |         |         | Batzarre-Asamblea de Izquierdas |
|         |         |         | Chunta Aragonesista             |
|         |         |         | Coalició Compromís              |
|         |         |         | Més-Compromís                   |
|         |         |         | Iniciativa del Poble Valencià   |
|         |         |         | Verds Equo del País Valencià    |
|         |         |         | Catalunya en Comú               |
|         |         |         | Iniciativa del Pueblo Andaluz   |
|         |         |         | Izquierda Asturiana             |
|         |         |         | Més per Mallorca                |
|         |         |         | Més per Menorca                 |
|         |         |         | Drago Canarias                  |

## Resultados electorales
| Comicios           | Comicios | Barcelona       | Barcelona       | Gerona          | Gerona          | Lérida      | Lérida         | Tarragona             | Tarragona             | Total                     |
| ------------------ | -------- | --------------- | --------------- | --------------- | --------------- | ----------- | -------------- | --------------------- | --------------------- | ------------------------- |
| Generales 2015     | Congreso | Xavier Domènech | Xavier Domènech | Dolors Terradas | Dolors Terradas | Jaume Moya  | Jaume Moya     | Fèlix Alonso Cantorné | Fèlix Alonso Cantorné | 927 940                   |
| Generales 2015     | Congreso | 1º              | 766 889 26,91 % | 3º              | 53 894 16,26 %  | 3º          | 30 329 15,34 % | 1º                    | 76 828 20,65 %        | 1º (24,74 %) 5º (3,69 %)  |
| Generales 2015     | Congreso | 9/31            | 9/31            | 1/6             | 1/6             | 1/4         | 1/4            | 1/6                   | 1/6                   | 12/4712/350               |
| Generales 2015     | Senado   | 3/4             | 3/4             | 0/4             | 0/4             | 0/4         | 0/4            | 1/4                   | 1/4                   | 4/124/208                 |
|                    |          |                 |                 |                 |                 |             |                |                       |                       |                           |
| Generales 2016     | Congreso | Xavier Domènech | Xavier Domènech | Marta Sibina    | Marta Sibina    | Jaume Moya  | Jaume Moya     | Fèlix Alonso Cantorné | Fèlix Alonso Cantorné | 848 526                   |
| Generales 2016     | Congreso | 1º              | 690 477 26,23 % | 3º              | 53 054 17,30 %  | 3º          | 29 974 16,64 % | 1º                    | 75 021 21,84 %        | 1º (24,51 %) 5º (3,55 %)  |
| Generales 2016     | Congreso | 9/31            | 9/31            | 1/6             | 1/6             | 1/4         | 1/4            | 1/6                   | 1/6                   | 12/4712/350               |
| Generales 2016     | Senado   | 3/4             | 3/4             | 0/4             | 0/4             | 0/4         | 0/4            | 1/4                   | 1/4                   | 4/124/208                 |
|                    |          |                 |                 |                 |                 |             |                |                       |                       |                           |
| Generales abr 2019 | Congreso | Jaume Asens     | Jaume Asens     | Joan Luengo     | Joan Luengo     | Jaume Moya  | Jaume Moya     | Ismael Cortés         | Ismael Cortés         | 614 738                   |
| Generales abr 2019 | Congreso | 3º              | 508 428 16,36 % | 4º              | 39 910 9,70 %   | 5º          | 18 603 8,29 %  | 5º                    | 50 797 12,19 %        | 3º (14,89 %) 7º (2,36 %)  |
| Generales abr 2019 | Congreso | 6/31            | 6/31            | 0/6             | 0/6             | 0/4         | 0/4            | 1/6                   | 1/6                   | 7/477/350                 |
| Generales abr 2019 | Senado   | 0/4             | 0/4             | 0/4             | 0/4             | 0/4         | 0/4            | 0/4                   | 0/4                   | 0/120/208                 |
|                    |          |                 |                 |                 |                 |             |                |                       |                       |                           |
| Generales nov 2019 | Congreso | Jaume Asens     | Jaume Asens     | Laura López     | Laura López     | Jaume Moya  | Jaume Moya     | Ismael Cortés         | Ismael Cortés         | 546 733                   |
| Generales nov 2019 | Congreso | 3º              | 450 612 15,47 % | 4º              | 33 535 9,48 %   | 4º          | 16 183 7,87 %  | 4º                    | 46 403 12,10 %        | 4º (14,18 %) 8º (2,27 %)  |
| Generales nov 2019 | Congreso | 5/31            | 5/31            | 1/6             | 1/6             | 0/4         | 0/4            | 1/6                   | 1/6                   | 7/477/350                 |
| Generales nov 2019 | Senado   | 0/4             | 0/4             | 0/4             | 0/4             | 0/4         | 0/4            | 0/4                   | 0/4                   | 0/120/208                 |
|                    |          |                 |                 |                 |                 |             |                |                       |                       |                           |
| Generales 2023     | Congreso | Aina Vidal      | Aina Vidal      | Julia Boada     | Julia Boada     | Elena Ferre | Elena Ferre    | Fèlix Alonso Cantorné | Fèlix Alonso Cantorné | 493 548                   |
| Generales 2023     | Congreso | 2º              | 402 527 15,20 % | 4º              | 35 118 10,96 %  | 5º          | 14 407 7,87 %  | 4º                    | 41 496 11,33 %        | 2º (14,03 %) 4º (12,31 %) |
| Generales 2023     | Congreso | 5/32            | 5/32            | 1/6             | 1/6             | 0/4         | 0/4            | 1/6                   | 1/6                   | 7/487/350                 |
| Generales 2023     | Senado   | 0/4             | 0/4             | 0/4             | 0/4             | 0/4         | 0/4            | 0/4                   | 0/4                   | 0/120/208                 |

|               |            |                 |                 |            |               |            |             |              |               |             |       |
| Comicios      | Comicios   | Barcelona       | Barcelona       | Gerona     | Gerona        | Lérida     | Lérida      | Tarragona    | Tarragona     |             | Total |
| Cataluña 2021 | Parlamento | Jéssica Albiach | Jéssica Albiach | Rosa Lluch | Rosa Lluch    | Jaume Moya | Jaume Moya  | Jordi Jordan | Jordi Jordan  | 194 626     |       |
| Cataluña 2021 | Parlamento | 5º              | 164 755 7,76 %  | 6º         | 11 101 4,04 % | 8º         | 5155 3,23 % | 7º           | 13 615 4,91 % | 6º (6,87 %) |       |
| Cataluña 2021 | Parlamento | 7/85            | 7/85            | 0/17       | 0/17          | 0/15       | 0/15        | 1/18         | 1/18          | 8/135       |       |